# Ligne de Guingamp à Paimpol
La ligne de Guingamp à Paimpol est une ligne du réseau breton à voie normale. Elle constitue la ligne 486 000 du réseau ferré national.
Comme sa voisine la ligne de Guingamp à Carhaix, elle est exploitée en affermage par Transdev Rail (anciennement la société des Chemins de fer et transport automobile) pour le compte de la Société nationale des chemins de fer français (SNCF).

## Histoire

### Projet de l'État (écartement standard)
Le personnel du service ordinaire entreprend les premières études, pour une ligne à voie normale de Guingamp à Paimpol, à la fin de l'année 1878. L'avant-projet conclut à la création d'une ligne de 36 kilomètres tout en proposant plus de 130 km de variantes. Elle est classée comme ligne d'intérêt général par la loi du 17 juillet 1879 ; elle porte le numéro 69 du Plan Freycinet. L'avant-projet est approuvé par décision ministérielle le 26 décembre 1879. Dans son rapport du 16 juillet 1880, l'ingénieur en chef Pelaud indique que le tracé, choisi par l'administration et présenté dans l'avant-projet, a obtenu un avis favorable de la commission du Conseil général du département des Côtes-du-Nord. Il débute en gare de Guingamp, suit pendant environ 3 km la ligne de Paris à Brest et rejoint le bourg de Plouëc en se tenant sur le plateau en rive gauche du Trieux. Il descend la vallée d'un affluent du fleuve côtier jusqu'à Pontrieux où il traverse le Trieux par un pont pour rejoindre les quais du port, où est prévue la gare de cette ville. Il suit ensuite les berges du Trieux avant d'atteindre la « grève de Lédano en amont du pont suspendu de Lézardrieux ». Puis il remonte pour atteindre le bourg de Plounez et arriver à Paimpol près du chantier du futur bassin à flot. L'ingénieur précise que ce tracé a l'avantage de permettre la création d'un embranchement de Plouëc à Tréguier. Bien que la déclaration d'utilité publique ne soit pas encore effective, les études définitives sont déjà bien avancées et terminées pour plus de la moitié de la ligne.
Le 19 août 1880, le Conseil général décide de proposer à l'État une subvention de 20 000 francs du kilomètre pour la réalisation de la ligne. La déclaration d'utilité publique intervient le 7 janvier 1881. Le 18 avril 1882, le Conseil est informé d'une prévision de mise en travaux au deuxième semestre 1882, les enquêtes sur les stations et parcellaires étant sur le point d'être réalisées. Le rapporteur indique que cela implique le paiement en 1883 du premier quart de la subvention dont le total, pour les 35 425 m de la ligne, est de 708 480 francs.

### Concession de la Compagnie de l'Ouest (écartement métrique)
Dès 1879, la Compagnie des chemins de fer de l'Ouest s'est intéressée à diverses lignes du plan Freycinet, notamment celles situées dans le centre de la Bretagne, en y incluant la ligne de Guingamp à Paimpol. La ligne est concédée à titre définitif par l'État à la Compagnie des chemins de fer de l'Ouest (OUEST) par une convention signée entre le Ministre des travaux publics et la compagnie le 17 juillet 1883. Cette convention est approuvée par une loi le 20 novembre suivant. Les services de l'État lui fournissent l'ensemble des études faites pour la voie à écartement normal. Elle propose en 1884 d'en réduire le coût en utilisant une voie à écartement métrique. Cette proposition est acceptée par l'État et approuvée par une convention signée entre le ministre des Travaux publics et la compagnie le 25 mars 1885. Cette convention accorde aussi à la Compagnie de l'Ouest la concession à titre définitif d'un lot de lignes constituant la première partie du réseau breton. Elle est approuvée par une loi le 10 décembre 1885,.
Ne voulant pas augmenter ses charges avec des lignes ayant un rapport estimé faible, la compagnie signe le 5 mars 1886, avec la Société générale des chemins de fer économiques (SE) une convention de mise en affermage de l'exploitation des lignes du réseau breton et donc de la ligne de Guingamp à Carhaix. Cette convention a été approuvée par décret le 5 mars 1887.
À la suite d'une loi promulguée le 22 juillet 1923, un troisième rail est ajouté en 1924 afin de permettre la circulation de matériel à écartement normal. Un rail a été déposé en 1953 afin de ne conserver que l'écartement normal. Elle avait des gares de correspondance avec les chemins de fer des Côtes-du-Nord à Guingamp, à Plouëc et à Paimpol.
En 1966, la SE, toujours société fermière de la ligne devient la Société générale de chemins de fer et de transports automobiles (CFTA). L'affermage de la ligne est régulièrement reconduit à cette société.

### Rénovation auXXIesiècle
Des travaux de rénovation de la voie ferrée sont réalisés du 12 septembre 2016 au 27 avril 2017 sur les 36 km de la ligne. Ces travaux comprennent la remise à neuf de la voie ferrée, la réfection du Viaduc sur le Leff, du mur et de la tranchée de Frynaudour, et le remplacement des tabliers de Traou-Du et Pont-Dervan. L'infrastructure est ainsi pérennisée pour de nombreuses années et le confort des voyageurs est amélioré. Le montant des travaux s'élève à 27,6 M€ financés par : Région Bretagne : 43 %, État : 20,3 %, SNCF Réseau : 15 %, Conseil départemental des Côtes d'Armor : 11 %, Communauté de communes Paimpol-Goëlo : 4,4 %, Guingamp Communauté : 4 %, Pays de Guingamp : 1,5 %, Pontrieux Communauté : 0,6 %, Pays de Bégard : 0,2%. La fermeture de trois haltes de l'agglomération paimpolaise (Frynaudour, Traou-Nez et Lancerf), envisagée un temps, ne serait plus d'actualité lors de la réouverture de la ligne le 28 avril 2017.

## Tracé
Les 36 kilomètres du tracé sont en totalité situés dans le département des Côtes-d'Armor.
La ligne débute par un embranchement avec la ligne de Paris-Montparnasse à Brest en gare de Guingamp. Elle continue par un court tronçon commun avec la ligne de Guingamp à Carhaix, parallèlement à la ligne de Paris-Montparnasse à Brest, et franchit le Trieux sur le viaduc sud de Sainte-Croix (Le viaduc nord étant affecté à la ligne de Paris-Montparnasse à Brest) avant de bifurquer ensuite vers le nord, par une courbe sur la droite qui passe sous la ligne de Brest puis se dirige vers Pontrieux par le plateau de la rive gauche du Trieux. Après avoir passé la halte de Gourland sur la commune de Guingamp, elle rejoint la gare de Trégonneau - Squiffiec, puis celle de Brélidy - Plouëc. Peu après, la ligne descend la petite vallée sinueuse d'un affluent du Trieux, le ruisseau de l'étang de Launay, arrive à flanc de coteaux au-dessus de la ville de Pontrieux, passe par la halte de Pontrieux et traverse une deuxième fois le Trieux, sur un viaduc situé en amont de l'extrémité du port, avant de rejoindre la gare de Pontrieux. Ensuite elle suit au pied du plateau la berge de la rive droite du fleuve côtier, franchit sur le viaduc de Frynaudour son affluent le Leff et atteint la halte du même nom. Le tracé comporte par la suite un ensemble de viaducs de soutènement permettant à la ligne de suivre à flanc de coteau les méandres de la berge jusqu'à la gare de Lancerf, en passant par la halte de Traou-Nez. Après Lancerf elle remonte pour atteindre l'ancienne halte de Plounez avant de redescendre sur la gare de Paimpol.

## Trafic

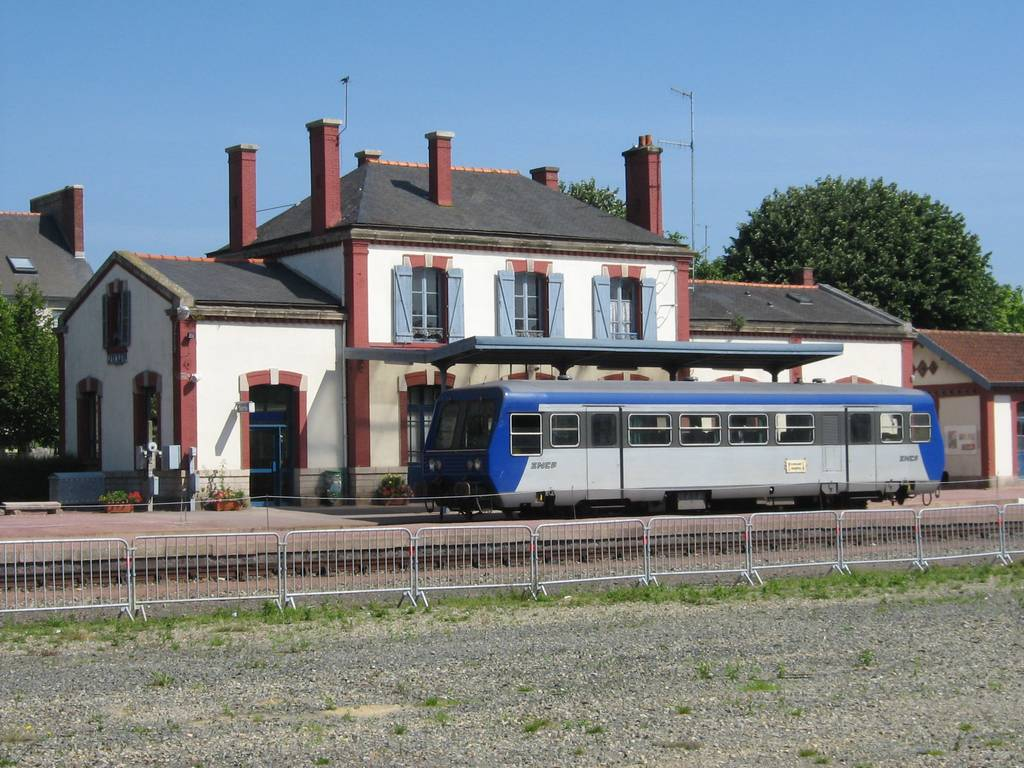
Autorail TER CFTA type A2E en gare de Paimpol.

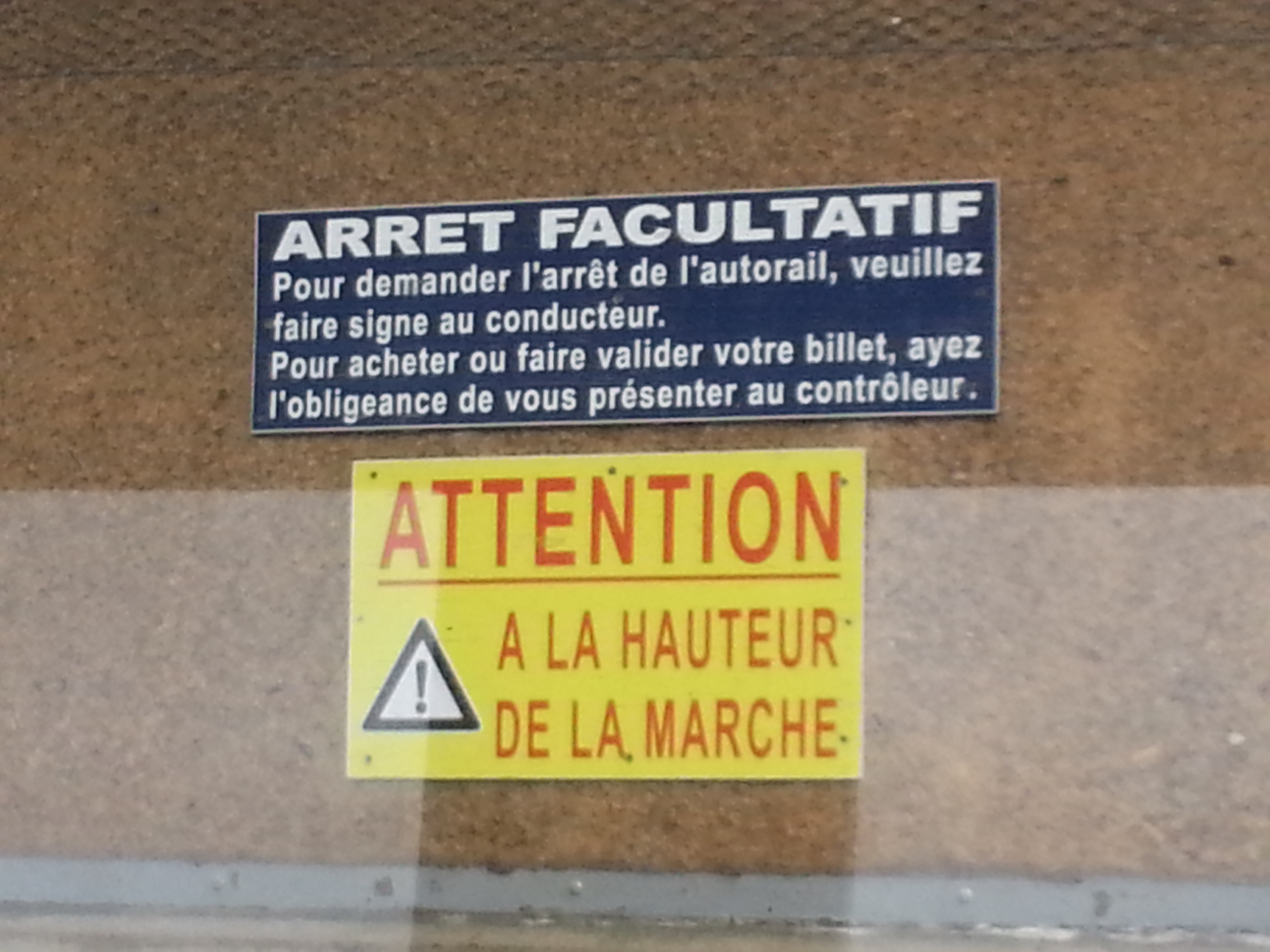
Consignes aux voyageurs à Pontrieux-halte : « faire signe au conducteur ».

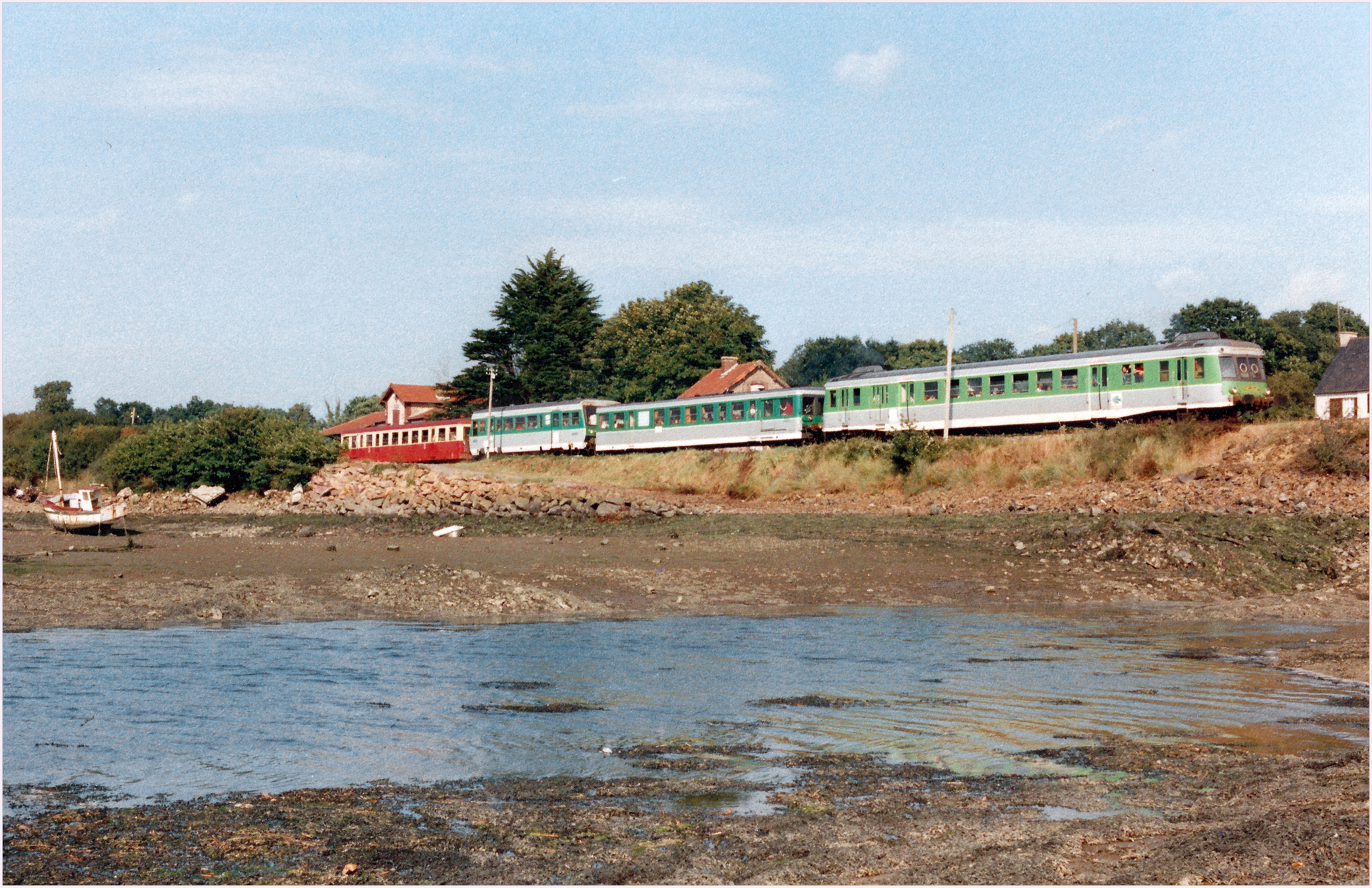
En ce dernier samedi de juillet 1995, circule une rame renforcée vue à Lancerf. Un autorail X 2400 et un A2E accompagnent deux remorques.

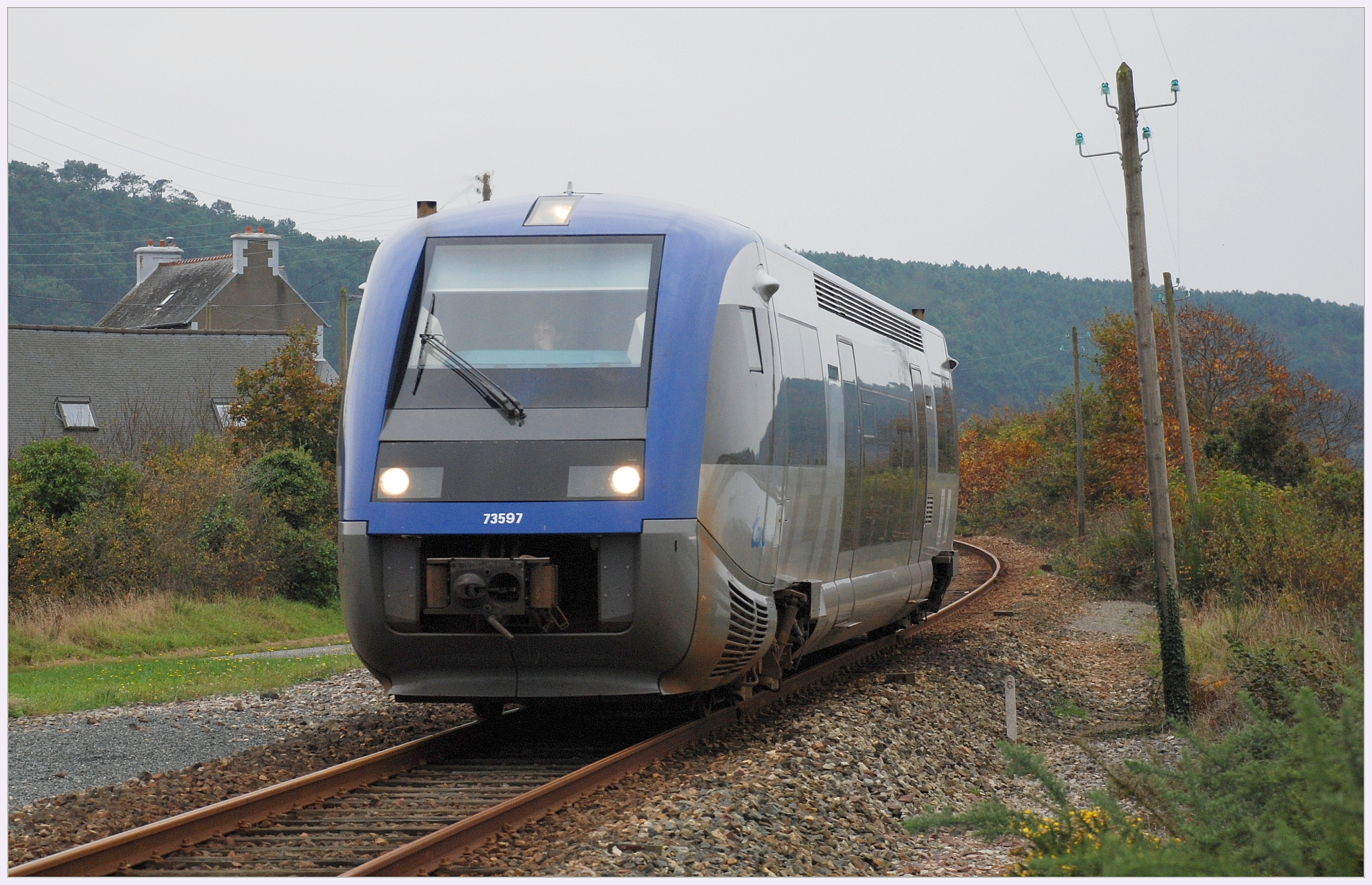
Un autorail X 73500 aborde Lancerf à destination de Paimpol

Le trafic est aujourd'hui[Quand ?] assuré par autorail. Les X 73500 et X 2100 ont succédé aux A2E, prototypes étudiés pour les deux lignes subsistantes du réseau breton. Le trafic voyageurs comporte des arrêts fixes et des arrêts facultatifs. Pour ces derniers, il faut signaler son arrêt au conducteur, ou, si on est sur le quai, faire signe au train en approche.
En été, la Vapeur du Trieux assure un aller-retour touristique entre Pontrieux et Paimpol.